# Brożówka (jezioro)
Brożówka – jezioro w Polsce w województwie warmińsko-mazurskim, w powiecie giżyckim, w gminie Kruklanki.

## Położenie
Jezioro leży na Pojezierzu Mazurskim, w mezoregionie Wielkich Jezior Mazurskich, w dorzeczu Sapina–Węgorapa–Pregoła. Znajduje się około 12 km w kierunku północno-wschodnim od Giżycka, na południe od jeziora Gołdapiwo, z którym jest połączone krótkim ciekiem. Do jeziora wpada też od południa ciek łączący zbiornik wodny z Jeziorem Małym. Na wschodnim brzegu leżą zabudowania wsi Brożówka.
Linia brzegowa jest miernie rozwinięta. Dno jest regularne, ławica łagodna. Brzegi są w większości niskie i płaskie, w części południowej – podmokłe, a na zachodzie zalesione i strome.
Jezioro leży na terenie obwodu rybackiego jeziora Gołdapiwo w zlewni rzeki Węgorapa – nr 8, jego użytkownikiem jest Polski Związek Wędkarski. Objęte jest strefą ciszy. Znajduje się na terenie Obszaru Chronionego Krajobrazu Krainy Wielkich Jezior Mazurskich o łącznej powierzchni 85 527,0 ha.

## Morfometria
Według danych Instytutu Rybactwa Śródlądowego powierzchnia zwierciadła wody jeziora wynosi 59,7 ha. Średnia głębokość zbiornika wodnego to 4,0 m, a maksymalna – 9,0 m. Lustro wody znajduje się na wysokości 116,9 m n.p.m. Objętość jeziora wynosi 2394,3 tys. m³. Maksymalna długość jeziora to 1150 m, a szerokość 770 m. Długość linii brzegowej wynosi 3000 m.
Inne dane uzyskano natomiast poprzez planimetrię jeziora na mapach w skali 1:50 000 według Państwowego Układu Współrzędnych 1965, zgodnie z poziomem odniesienia Kronsztadt. Otrzymana w ten sposób powierzchnia zbiornika wodnego to 62,5 ha, a wysokość bezwzględna lustra wody – 117,8 m n.p.m.

## Przyroda
W skład pogłowia występujących ryb wchodzą m.in. szczupak, płoć, sandacz, okoń, leszcz i węgorz.